# Lukas Düblin
Lukas Düblin-Mikes (* 2. Februar 1933 in Oberwil; † 29. März 2025) war ein Schweizer Maler und Glasmaler.

## Leben und Werk
Lukas Düblin wuchs in Oberwil im Kanton Basel-Landschaft auf. Sein Vater war der Maler Jacques Düblin. Düblin absolvierte von 1948 bis 1951 eine Lehre als Glasmaler in Basel und legte seine Abschlussprüfung bei Otto Staiger ab. Zudem besuchte er die Allgemeine Gewerbeschule Basel. Die Freundschaft zu Coghuf förderte seine künstlerische Ausdrucksweise massgeblich. Von 1952 bis 1953 lebte Düblin in Paris, wo er Ölmalerei an der Académie Rue Fürstenberg und an der Académie Frochot bei Jean Metzinger studierte. 1955 gründete Düblin eine eigene Glasmalerwerkstatt in Ettingen. Ab 1982 unterhielt er ein Atelier in Montignez.
Düblin schuf ein umfangreiches Werk an Tafelbildern, Aquarellen und Glasmalerei. 1987 wurde ihm der Kulturpreis des Kantons Basel-Landschaft zugesprochen.
Im Leimental begegnet man seinen Werken an prominenten Stellen. In der weiteren Region und schweizweit realisierte er wichtige Projekte, unter anderem für die Universität Basel, in den Kirchen von Oberwil, Zwingen, Muttenz, Stans und Flims-Waldhaus (Gemeinde Flims) sowie in der Bethlehem-Kapelle Wangen bei Olten. Mit der Erfindung des beweglichen Glasbildes erregte Lukas Düblin weitherum Aufsehen, vor allem auch am internationalen Glaskünstlerkongress in Barcelona 1990.
Düblin arbeitete im Jura, seit 2002 im neu errichteten Museumsatelier in Bonfol. Er starb am 29. März 2025.